# Upír (subkultura)
Upíří subkultura je subkultura, jejíž členové si volí životní styl tak, aby odpovídal zobrazení upírů v klasické a populární kultuře.
Někteří členové této subkultury o sobě tvrdí, že pro své přežití potřebují aspoň občasně konzumovat krev nebo životní energii jiných. Krvesajci (sanguine vampires) se živí krví svých dárců., zatímco psychičtí upíři (pranic vampires) sají pouze „životní energii“ dárců.
Osoby, které se s touto subkulturou identifikují, se často sdružují do tzv. covenů, které operují převážně na území USA. Takovými skupinami jsou například House Kheperu nebo Lost Haven.